# Lasiobema
Lasiobema là một chi thực vật có hoa trong họ Đậu.